# Meistratzheim
Meistratzheim település Franciaországban, Bas-Rhin megyében. Lakosainak száma 1537 fő (2022. január 1.). Meistratzheim Bolsenheim, Hindisheim, Krautergersheim, Limersheim, Niedernai, Obernai és Schaeffersheim községekkel határos.

## Népesség
A település népességének változása:
| Lakosok száma | 1452 | 1454 | 1484 | 1485 | 1500 | 1500 | 1494 | 1503 | 1537 |
|               | 2013 | 2015 | 2016 | 2017 | 2018 | 2019 | 2020 | 2021 | 2022 |